# Сигетинський Тадеуш
Тадеуш Сигети́нський (пол. Tadeusz Sygietyński; 24 вересня 1896, Варшава — 19 травня 1955, Варшава) — польський композитор і хоровий диригент; лауреат Державної премії Польщі за 1951 рік.

## Біографія
Народився 24 вересня 1896 у Варшаві (тепер Польща). Син письменника А. Сигетинського. Музики навчався приватно у Львові, Варшаві, Лейпцигу. Після 1926 року писав музику для театру; був музичним керівником кабаре «Qui Pro Quo»; працював з театрами Варшави, Кракова та Лодзя.
Записував, вивчав і обробляв музикальний фольклор. Був професором Варшавського музикального інституту. У 1948 році (разом з дружиною, Мірою Зіміньською) організував і очолив польський державний ансамбль пісні і танцю «Мазовше», який неодноразово виступав в Україні, зокрема, у Києві, в Одесі, Харкові, Львові.
Автор опери-балету «Корчма на роздоріжжі», танцювальної сюїти, пісень і танців.

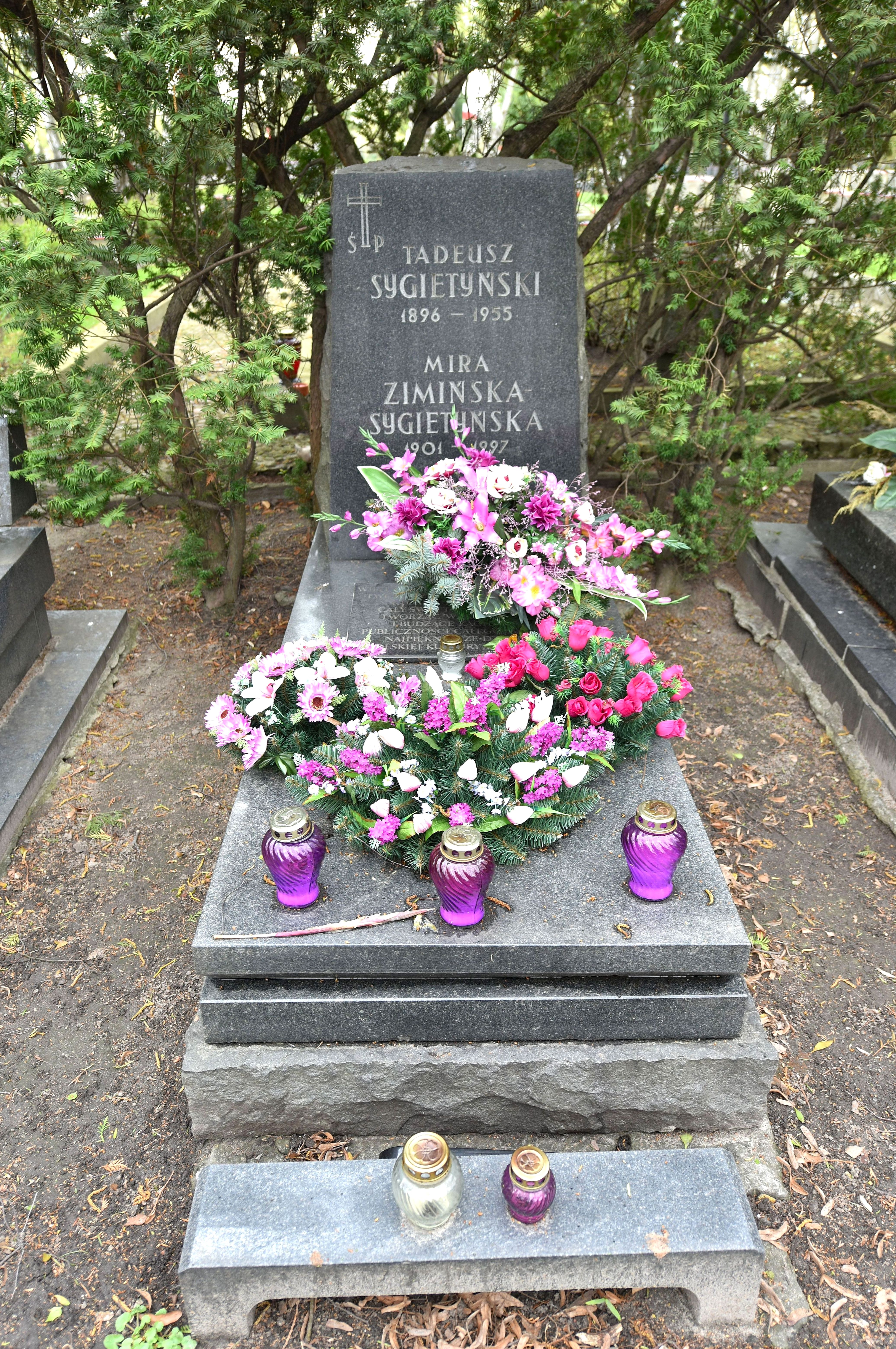
Могила Тадеуша Сигетинського

Помер у Варшаві 19 травня 1955 року. Похований на цвинтарі Військові Повонзки у Варшаві.